# Complexe vulkaan

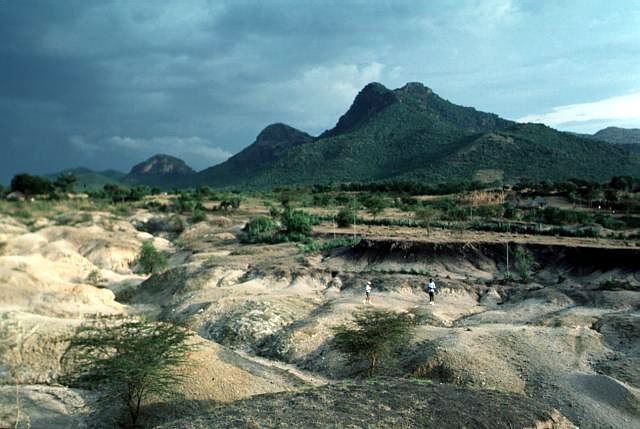
De Keniaanse vulkaan Homa in 1994

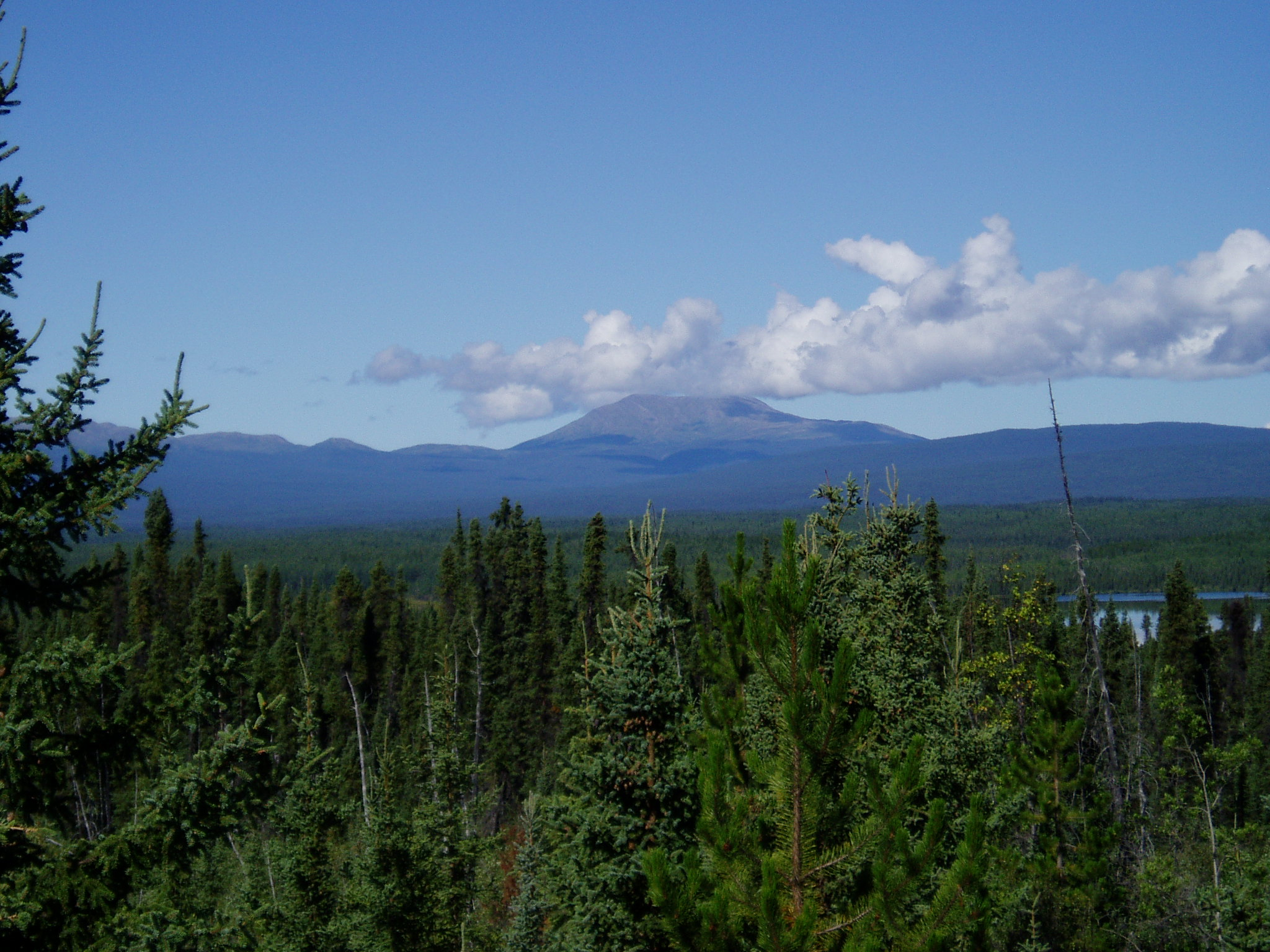
De Canadese vulkaan Mount Edziza gezien vanaf de British Columbia Highway 37

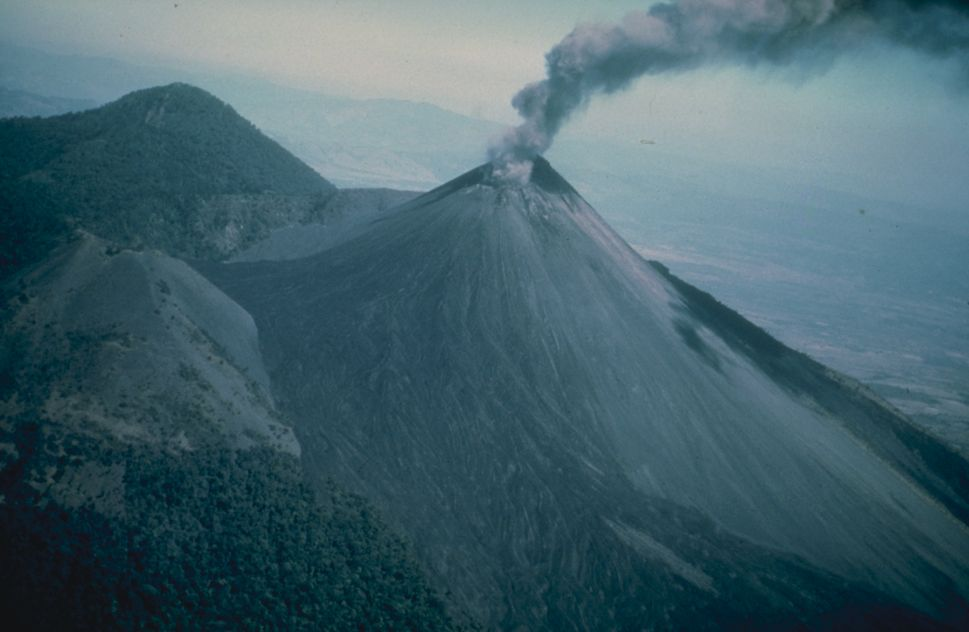
Een uitbarsting van de Guamatalese vulkaan Pacaya in 1976

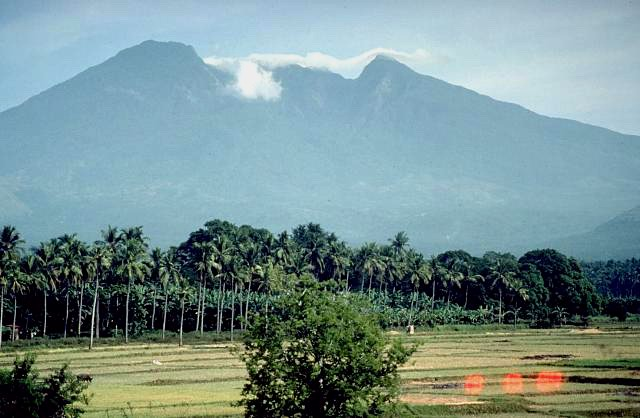
De Filipijnse vulkaan Mount Banahaw in 1989

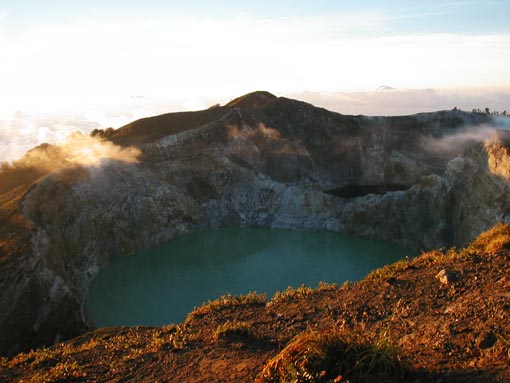
De Indonesische vulkaan Kelimutu

Een complexe vulkaan is een vulkaan met meer dan één karakteristiek. Dergelijke vulkanen ontstaan door veranderingen in hun uitbarstingskarakteristieken of door de aanwezigheid van meerdere openingen in de aardkorst in een gebied. Stratovulkanen kunnen complexe vulkanen vormen, doordat ze een andere vulkaan kunnen overlappen door explosieve uitbarstingen, lavastromen, pyroclastische stromen en door herhaaldelijke uitbarstingen, waardoor meerdere toppen en openingen ontstaan. Stratovulkanen kunnen ook een grote caldera vormen, die wordt gevuld door meerdere kleine slakkenkegels, lavakoepels en vulkaankraters, die ook op de rand van de caldera kunnen ontstaan.
Hoewel het een ongewone vulkaanvorm is, komt de complexe vulkaan toch zeer veel voor in de wereld en in de geologische geschiedenis. 

## Voorbeelden
Australië
- McDonaldeilanden (Indische Oceaan)

Canada
- Mount Edziza (Brits-Columbia)
- Mount Meager (Brits-Columbia)
- Mount Silverthrone (Brits-Columbia)
- Caldera van Bennett Lake (Brits-Columbia/Yukon Territory) - een voorbeeld van een calderacomplex uit het Tertiair.

Colombia
- Galeras

Dominica
- Trois Pitons

Filipijnen
- Mount Banahaw (Luzon)

Guatemala
- Pacaya

Indonesië
- Kelimutu (Flores)

Italië
- Ischia

Japan
- Akita-Take-Yama (Honshu)
- Asama (Honshu)

Kenia
- Homa

Nicaragua
- Las Pilas

Nieuw-Zeeland
- Three Kings
- Whale

Papua New Guinea
- Mundua (Nieuw-Brittannië)
- St. Andrew Strait (Admiraliteitseilanden)

Rusland
- Asatsja (Kamtsjatka)
- Moetnovski (Kamtsjatka)
- Groznygroep (Koerilen)

Vanuatu
- Suretamatal

Verenigde Staten
- North Sisterveld (Oregon)
- South Sister (Oregon)
- Valle Grande (New Mexico)
- Yellowstonecaldera (Wyoming)
- Caldera van Long Valley (Californië)

Gemetamorfoseerde asstroom-tuffen zijn wijdverspreid in de Precambriaanse rotsen van het noordelijk deel van de Amerikaanse staat New Mexico, wat erop wijst dat calderacomplexen van belang zijn geweest gedurende een groot deel van de geschiedenis van de Aarde. Het Amerikaanse Yellowstone National Park bevindt zich op drie gedeeltelijk bedekte calderacomplexen. De Caldera van Long Valley in oostelijk Californië vormt ook een complexe vulkaan; het San Juangebergte in zuidwestelijk Colorado is gevormd op een groep van calderacomplexen uit het Tertiair en het grootste deel van het Mesozoïsche en Tertiaire rotsgesteente van de staten Nevada, Idaho en oostelijk Californië bestaat eveneens uit calderacomplexen en hun uitgebarsten asstroom-tuffen.